# ۹۰ (قمری)
۹۰ (قمری)، نودمین سال در گاهشماری هجری قمری است. اول محرم این سال برابر با بیست و چهارم نوامبر سال ۷۰۸ میلادی است.